# Systém regulace prokluzu kol
Systém regulace prokluzu kol, běžně označovaný zkratkou ASR (z anglického Anti-Slip Regulation), je v automobilní technice dodatečné zařízení v hnací soustavě, které zabraňuje protáčení hnacích kol, a to ve všech rychlostech. Tím zajišťuje stabilitu a ovladatelnost při akceleraci. Je rozšířením systému ABS.
Obdobná zařízení k zamezení prokluzu kol se užívají u hnacích kolejových vozidel, kde se pro ně užívá termín skluzová ochrana.

## Princip činnosti ASR
Při sešlápnutí pedálu se zvýší výkon motoru a kola začnou přenášet vysoký kroutící moment na vozovku. Pokud je dostatečná adheze a zatížení nápravy, vozidlo začne zrychlovat. Pokud je ale přenášený kroutící moment vyšší, než jaký je kolo schopné přenést na vozovku, kolo začne prokluzovat. Tím dochází ke zbytečnému opotřebení pneumatik. Navíc pokud se toto stane pouze na jedné straně vozidla tak vozidlo začne i zatáčet. V tento okamžik začne systém ASR pracovat a sníží kroutící moment přenášený na kola tak, aby se přestala protáčet a vozidlo eventuálně získalo zpět i směrovou stabilitu, ale aby se přitom přenesl co největší kroutící moment. Ke snížení může dojít třemi způsoby:
- přibrzděním prokluzujícího kola (používaly první systémy, jde o méně výhodnou variantu)
- dočasným zásahem do elektronického řízení motoru - např. snížení dodávky paliva, změnou předstihu atd. a tím snížení jeho výkonu
- kombinací předchozích dvou možností

Systémem ASR je vybavena drtivá většina moderních automobilů, protože systém ASR se počítá do prvků aktivní bezpečnosti.

## Indikace činnosti
Všechna vozidla vybavená tímto systémem mají na přístrojové desce oranžovou kontrolku (u některých automobilů je kontrolka společná s kontrolkou ESP) indikující stav systému. Při otočení klíčku do polohy „I“ by se měla kontrolka na krátkou chvíli rozsvítit a poté opět zhasnout. Během toho dojde k automatické diagnostice systému. Pokud se na systému objeví závada, nebo řidič systém ručně vypne, kontrolka se rozsvítí a upozorňuje tak na skutečnost, že systém je vyřazen z provozu a řidič se na něj nemůže spoléhat.

## Rozšíření ABS a ASR
Dalším rozšířením ABS a ASR je systém ESP, který pomáhá stabilizovat automobil pomoci přibrzděním některého z kol například při rychlém průjezdu zatáčkou.